# Attu (Aleoeten)
Attu of Attu Island (Aleoets: Atan) is het meest westelijk gelegen en grootste eiland van de Near Islands, een eilandengroep behorende tot de Aleoeten. Het eiland is sinds 2010 onbewoond. Op het eiland is Attu Station gestationeerd, een voormalig LORAN-station van de Amerikaanse kustwacht. Het eiland ligt ongeveer 1800 km van het vasteland van Alaska af. Het eiland heeft een ongebruikt vliegveld.
Op het eiland werd de slag om Attu uitgevochten, een onderdeel van de slag om de Aleoeten. Deze slag was zowel de enige slag tussen de Japanse en Amerikaanse strijdkrachten op grondgebied van de VS, als de enige veldslag tussen de twee machten die plaatsvond in de sneeuw. De locatie van de veldslag is tegenwoordig een U.S. National Historic Landmark en op de plek staat tegenwoordig een monument.

## Geografie
Attu heeft een oppervlakte van ongeveer 893 km², met een lengte van 56 km en een breedte van 30 km. Het hoogste punt heeft een hoogte van 897,9 meter en heeft de naam Attu Mountain. Het eiland is bergachtig en heeft vele valleien, bergriviertjes en kreken, waaronder de Kent Creek, de Temnac River, de Abraham River, de O'Donnell Creek, enz. Vanwege de onregelmatige vorm van het eiland heeft het eiland tevens veel baaien en kapen, vaak vernoemd naar ontdekkingsreizigers en onderzoekers.
De enige bomen op het eiland zijn de bomen geplant door Amerikaanse soldaten nabij een kapel gebouwd na de Japanse bezetting.
Rondom het Attu ligt nog een aantal andere kleinere eilandjes en scheren, waaronder: Cooper Islands, Gibson Islands, Kennon Island, Inner Rocks, Peaked Island, Savage Island, Loaf Island, Hoppe Island, Hodikof Island en Outer Rock.

## Geschiedenis
Attu is een verbastering van de Aleoetse naam van het eiland. Het eiland werd in 1742 Saint Theodore genoemd door de Russische ontdekkingsreiziger Aleksej Tsjirikov. Attu werd veel bezocht door Russische handelsdrijvers, mede omdat het dichter bij Kamtsjatka ligt dan bij Alaska. Russen schatten toentertijd dat zo'n 175 Ungangan op het eiland leefden. De hoeveelheid archeologische vondsten doet echter vermoeden dat er mogelijk 2000 tot 5000 bewoners op het eiland hebben gewoond
Russische bontjagers verbleven vaak verscheidene jaren op Attu om op zeeotters te jagen en raakten er regelmatig in conflict met de lokale bewoners.

### Tweede Wereldoorlog
Zie: Slag om Attu en Slag om de Aleoeten

### Na de oorlog

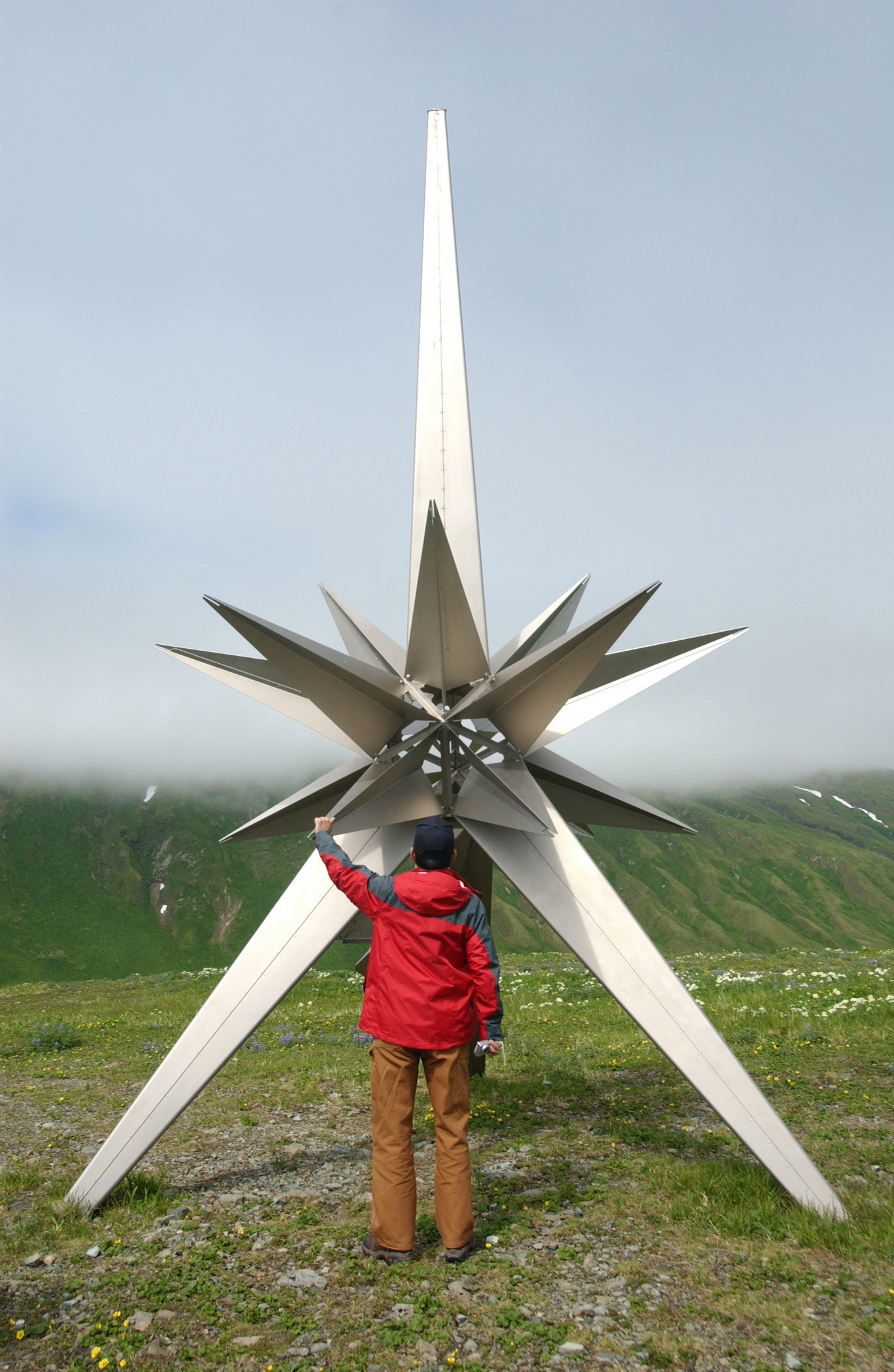
Vredesmonument op Engineer Hill

Na de oorlog besloot de overheid van de Verenigde Staten een LORAN-station te bouwen op de zuidelijke punt van Attu, Theodore Point. De installatie werd bemand door ongeveer twintig man van de kustwacht. In 1954 werd het station verhuisd naar Casco Cove, nabij de voormalige marine basis, Navy Town bij Massacre Bay. In 1960 werd het verhuisd naar Massacre Bay zelf.
In 1985 werden de locaties waar de veldslagen plaatsvonden verklaard tot U.S. National Historic Landmark.
In 1987 werd met toestemming van de Amerikaanse overheid door de Japanse overheid op het eiland een monument geplaatst op Engineer Hill, de locatie waar de laatste veldslag van de slag om Attu plaatsvond.
Op 1 augustus 2010 stopte het LORAN-station van de kustwacht permanent met opereren. Op 27 augustus 2010 werd het station ontmanteld en verliet het personeel het eiland, waarna het eiland achtergelaten werd zonder bevolking.